# Phreatia micrantha
Phreatia micrantha är en orkidéart som först beskrevs av Achille Richard, och fick sitt nu gällande namn av John Lindley. Phreatia micrantha ingår i släktet Phreatia och familjen orkidéer. Inga underarter finns listade i Catalogue of Life.